# Geografija Tadžikistana
Tadžikistan leži med Kirgizistanom in Uzbekistanom na severu in zahodu, Kitajsko na vzhodu in Afganistanom na jugu. Gore pokrivajo 93 odstotkov površine Tadžikistana. Dve glavni verigi, gorovje Pamir in gorovje Alaj, povzročata številne potoke in reke, ki se napajajo iz ledenikov in so se že od antičnih časov uporabljale za namakanje kmetijskih zemljišč. Drugo večje gorovje Srednje Azije, Tjanšan, obkroža severni Tadžikistan. Gorsko ozemlje ločuje dve naseljeni središči Tadžikistana, ki sta v nižinah južnega (reka Pandž) in severnega (Ferganska dolina) dela države. Zlasti na območjih intenzivne kmetijske in industrijske dejavnosti je politika Sovjetske zveze glede izkoriščanja naravnih virov neodvisnemu Tadžikistanu pustila zapuščino okoljskih problemov.

## Dimenzije in meje
S površino 142.600 km2 ima Tadžikistan največji obseg od vzhoda proti zahodu 700 km, največji obseg od severa proti jugu pa 350 km. Zelo nepravilna meja države je dolga 3651 km, vključno s 414 km vzdolž kitajske meje na vzhodu in 1206 km vzdolž meje z Afganistanom na jugu. Večino južne meje z Afganistanom opredeljuje Amu Darja (darja je perzijska beseda za reko) in njen pritok reka Pandž (Darja-je Pandž), ki ima povirje v Afganistanu in Tadžikistanu. Drugi sosedi sta nekdanji sovjetski republiki Uzbekistan (na zahodu in severu) in Kirgizistan (na severu).

## Topografija
Nižje vzpetine Tadžikistana so razdeljene na severno in južno regijo s kompleksom treh gorskih verig, ki predstavljajo najbolj zahodni podaljšek masivnega sistema Tjanšan. Verige, ki potekajo v bistvu vzporedno od vzhoda proti zahodu, so gore Turkestan, Zaravšan (Zarafšan) in gorovje Hisar (Hisar). Zadnji od teh leži severno od prestolnice Dušanbe, ki je v zahodnem osrednjem Tadžikistanu.
Več kot polovica Tadžikistana leži nad 3000 metri nadmorske višine. Tudi nižine, ki so v Ferganski dolini na skrajnem severu in v provinci Khatlon na jugozahodu, so precej nad morsko gladino. V pogorju Turkestan, najvišji od zahodnih verig, je največja nadmorska višina 5510 metrov. Najvišje lege tega območja so na vzhodu, blizu meje s Kirgizistanom. V tej regiji prevladujejo vrhovi gorskega sistema Pamir-Alaj, vključno z dvema od treh najvišjih vzpetin v nekdanji Sovjetski zvezi: Pik Lenin ali vrh Ibn Sina 7134 m in vrh Ismoil Somoni - 7495 metrov. Tudi več drugih vrhov v regiji presega 7000 metrov. V gorah so številni ledeniki, od katerih največji, Fedčenkov ledenik, pokriva več kot 700 kvadratnih kilometrov in je največji ledenik na svetu zunaj polarnih regij. Ker Tadžikistan leži v aktivnem potresnem pasu, so močni potresi pogosti.

### Ferganska dolina
Ferganska dolina, najgosteje naseljena regija v Srednji Aziji, ki jo v zgornjem toku namaka Sir Darja, se razprostira čez severovzhodni krak Uzbekistana in severnega Tadžikistana. Ta dolga dolina, ki leži med dvema gorskima verigama – pogorjem Kuramin na severu in pogorjem Turkestan na jugu, doseže najnižjo nadmorsko višino 320 metrov pri Kujandu na Sir Darji. Reke prinašajo bogate usedline zemlje v Fergansko dolino iz okoliških gora in ustvarjajo vrsto rodovitnih oaz, ki so že dolgo cenjene za kmetijstvo.

### Odvodnjavanje
V gostem rečnem omrežju Tadžikistana sta največji reki Sir Darja in Amu Darja; največja pritoka sta Vakhš in Kofarnihon, ki tvorita doline od severovzhoda proti jugozahodu čez zahodni Tadžikistan. Amu Darja nosi več vode kot katera koli druga reka v Srednji Aziji. Zgornji tok Amu Darje, imenovan reka Pandž, je dolg 921 kilometrov. Ime reke se spremeni ob sotočju rek Pandž, Vakhš in Kofarnihon na skrajnem jugozahodu Tadžikistana. Vakhš, imenovan Kizil-Suu ('rdeča voda' v turških jezikih) gorvodno v Kirgizistanu in Surkhob v srednjem toku v severnem osrednjem Tadžikistanu, je druga največja reka v južnem Tadžikistanu za sistemom Amu-Pandž. V sovjetski dobi je bila Vakhš zajezena na več točkah za namakanje in proizvodnjo električne energije, predvsem v Noraku (Nurek), vzhodno od Dušanbeja, kjer eden najvišjih jezov na svetu tvori jez Nurek. Številne tovarne so bile zgrajene tudi vzdolž reke Vakhš, da bi črpale njene vode in potencial za proizvodnjo električne energije. Zaradi neenakomerne porazdelitve vode po Srednji Aziji so Sovjeti ustvarili sistem, v katerem sta Kirgizistan in Tadžikistan poleti zagotavljala vodo Kazahstanu, Turkmenistanu in Uzbekistanu, te tri države pa so Kirgizistanu in Tadžikistanu pozimi zagotavljale nafto in plin. Po razpadu ZSSR leta 1991 je ta sistem razpadel in nov načrt za delitev virov še ni uveden. Po raziskavi Mednarodne krizne skupine je to posledica korupcije in pomanjkanja politične volje; neuspeh pri reševanju tega vprašanja bi lahko povzročil nepopravljivo regionalno destabilizacijo.
Dve najpomembnejši reki v severnem Tadžikistanu sta Sir Darya in Zaravšan (Zarafšan). Prva, druga najdaljša reka v Srednji Aziji s skupno dolžino 2400 kilometrov, se razteza 195 kilometrov čez Fergansko dolino v skrajnem severnem Tadžikistanu. Reka Zaravšan s skupno dolžino 781 kilometrov teče 316 kilometrov skozi severno središče Tadžikistana. Reke v Tadžikistanu dosežejo visok vodostaj dvakrat letno: spomladi zaradi deževne sezone in taljenja gorskega snega ter poleti zaradi taljenja ledenikov. Poletne sveže vode so bolj uporabne za namakanje, zlasti v Ferganski dolini in dolinah jugovzhodnega Tadžikistana. Večina tadžikistanskih jezer je ledeniškega izvora in so v regiji Pamir v vzhodni polovici države. Največje, jezero Karakul (Qarokul), je slano jezero brez življenja in leži na nadmorski višini 4200 metrov. Drugo največje vodno telo v Tadžikistanu je rezervoar Kajrakum, 44 km dolgo umetno jezero v osrčju Ferganske doline, nedaleč od mesta Khujand v provinci Sughd. Jezero napaja Sir Darja. Drugo znano naravno jezero ledeniškega izvora je Iskanderkul. Manjše je od rezervoarja Kajrakum in leži v gorovju Fan v zahodnem Tadžikistanu.

### Podnebje
Podnebje Tadžikistana je celinsko, subtropsko in polsušno, z nekaterimi puščavskimi območji. Podnebje pa se drastično spreminja glede na nadmorsko višino. Ferganska dolina in druge nižine so zaščitene z gorami pred arktičnimi zračnimi masami, vendar se temperature v tem območju še vedno spustijo pod ledišče več kot 100 dni na leto. V subtropskem jugozahodnem nižavju, ki ima najvišje povprečne temperature, je podnebje suho, čeprav so nekateri deli zdaj namakani za kmetijstvo. V nižjih legah Tadžikistana je povprečno temperaturno območje od 23 do 30 °C v juliju in od –1 do 3 °C v januarju. V vzhodnem Pamirju je povprečna julijska temperatura od 5 do 10 °C, povprečna januarska temperatura pa od -15 do -20 °C.
Tadžikistan je najbolj namočena med srednjeazijskimi republikami, s povprečnimi letnimi padavinami v dolinah Kafernigan in Vakhš na jugu okoli 500 do 600 mm in do 1500 mm. Na ledeniku Fedčenko vsako leto zapade kar 223,6 cm snega. Samo v severni Ferganski dolini in na območjih padavinske sence vzhodnega Pamirja je padavin tako malo kot v drugih delih Srednje Azije: v vzhodnem Pamirju pade manj kot 100 mm na leto. Največ padavin je pozimi in spomladi.

## Okoljske težave
Večina okoljskih problemov Tadžikistana je povezana s kmetijsko politiko, ki je bila državi vsiljena v času Sovjetske zveze. Do leta 1991 je bila velika uporaba mineralnih gnojil in kmetijskih kemikalij glavni vzrok onesnaževanja v republiki. Med temi kemikalijami so bili DDT, ki je prepovedan z mednarodno konvencijo, ter več defoliantov in herbicidov. Poleg škode, ki so jo povzročile zraku, zemlji in vodi, so kemikalije onesnažile semena bombaža, katerih olje se pogosto uporablja za kuhanje. Pridelovalci bombaža in njihove družine so posebej ogroženi zaradi prekomerne uporabe kmetijskih kemikalij, tako zaradi neposrednega fizičnega stika na polju kot zaradi uporabe vej bombaža doma za gorivo. Vsi ti strupeni viri naj bi prispevali k visoki pojavnosti umrljivosti mater in otrok ter prirojenih okvar. Leta 1994 je bila stopnja umrljivosti dojenčkov 43,2 na 1000 rojstev, druga najvišja stopnja med nekdanjimi sovjetskimi republikami. Leta 1990 je bila stopnja 40,0 smrti dojenčkov na 1000 rojstev.
Bombaž zahteva še posebej intenzivno namakanje. V tadžikistanskih območjih pridelave bombaža so bile kmetije ustanovljene v velikih, polsušnih območjih in območjih, pridobljenih iz puščave, vendar je sezona pridelave bombaža poletje, ko regija praktično ne prejema padavin. 50-odstotno povečanje pridelave bombaža, ki so ga določili sovjetski in postsovjetski kmetijski načrtovalci med letoma 1964 in 1994, je posledično preobremenilo regionalno oskrbo z vodo. Slabo zasnovana namakalna omrežja so privedla do velikega odtoka, ki je povečal slanost tal in odnesel strupene kmetijske kemikalije navzdol na druga polja, Aralsko jezero in naseljena območja v regiji.
Do leta 1980 je bilo skoraj 90 odstotkov vode v Srednji Aziji namenjeno kmetijstvu. Od te količine je skoraj 75 odstotkov izviralo iz Amu Darje in Sir Darje, glavnih pritokov Aralskega jezera na kazahstansko-uzbekistanski meji na severozahodu Tadžikistana. Ko je v 1980-ih mednarodna pozornost pritegnila izsušitev Aralskega jezera, je politika rabe vode postala sporno vprašanje med sovjetskimi republikami, kot je Tadžikistan, kjer izvirajo glavne reke, in tistimi dolvodno, vključno z Uzbekistanom. Do konca sovjetskega obdobja se je osrednja vlada odpovedala centralnemu nadzoru nad politiko rabe vode v Srednji Aziji, vendar se republiki nista dogovorili o politiki dodeljevanja.
Težave z onesnaževanjem povzroča tudi industrija. Glavni kršitelj je proizvodnja barvnih kovin. Ena od vodilnih industrijskih lokacij v Tadžikistanu, tovarna aluminija v Tursunzoda (prej znana kot Regar), zahodno od Dušanbeja blizu meje z Uzbekistanom, ustvarja velike količine strupenih odpadnih plinov, ki so bili krivi za močno povečanje števila prirojenih okvar med ljudmi, ki živijo v območju njenih emisij.
Leta 1992 je vrhovni sovjet Tadžikistana ustanovil ministrstvo za varstvo okolja. Vendar pa je bila izvršilna dejavnost ministrstva močno omejena zaradi političnih pretresov, ki so Tadžikistan pestili v prvih letih neodvisnosti. Edina registrirana zasebna okoljska skupina v Tadžikistanu v zgodnjih 1990-ih je bila podružnica Socialno-ekološke zveze, največjega neformalnega okoljskega združenja v nekdanji Sovjetski zvezi. Glavne naloge tadžikistanske podružnice so bile izvajanje okoljskih raziskav in organiziranje protestov proti projektu hidroelektrarne Roghun.
Naravne nevarnosti: potresi so različnih stopenj in so pogosti. Med vsakoletno spomladansko otoplitvijo se včasih pojavijo poplave in zemeljski plazovi.
Okolje - aktualna vprašanja: neustrezne sanitarije; povečanje ravni slanosti tal; industrijsko onesnaženje; prekomerni pesticidi; del porečja Aralskega jezera, ki se krči, trpi zaradi hude prekomerne uporabe razpoložljive vode za namakanje in s tem povezanega onesnaženja.

### Okolje - mednarodni sporazumi:
pogodbenica: biotska raznovrstnost, podnebne spremembe, dezertifikacija, spreminjanje okolja, zaščita ozonske plasti.

## Pamir
Tadžikistan je dom nekaterih najvišjih gora na svetu, vključno z verigama Pamir in Alaj. 93 % Tadžikistana je goratega z nadmorskimi višinami od 300 m do skoraj 7500 m, skoraj 50 % ozemlja Tadžikistana pa je nad 3000 m.
Masivna gorska območja so razrezana s stotinami kanjonov in sotesk, na dnu katerih tečejo potoki, ki se izlivajo v večje rečne doline, kjer živi in dela večina prebivalstva države. Zlasti Pamir je močno poledenen, Tadžikistan pa je dom največjega nepolarnega ledenika na svetu, Fedčenkov ledenik.
Gorovje Pamir v Tadžikistanu leži v avtonomni regiji Gorno-Badahšan (GBAO) v vzhodni polovici države. Severno mejo tvori gorovje Trans-Alaj (Vrh neodvisnosti 7174 m, prelaz Kizilart 4280 m). Najvišji vrh je Ismoil Somoni (7495 m) (prej znan kot Stalinov vrh in Pik komunizma), na severozahodnem robu GBAO. Leži med vrhom Ibn Sina (7134 m) (znan tudi kot Pik Lenin) na meji s Kirgizistanom na severu in vrhom Korženevskaya (7105 m) v območju Akademije znanosti (6785 m) južneje. Južno mejo tvorijo najsevernejši grebeni pogorja Karakorum z vrhom Majakovskega (6096 m), vrhom Karla Marxa (6726 m), Engelsovim vrhom (6510 m) in vrhom Concord (5469 m), ki se razteza od zahoda proti vzhodu vzdolž meje z Afganistanom.

## Reke
Glavni reki Srednje Azije, Amu Darja in Sir Darja, obe tečeta skozi Tadžikistan, napajata pa ju taleči se sneg in ledeniki iz gora Tadžikistana in Kirgizije. V Tadžikistanu je več kot 900 rek, daljših od 10 kilometrov.
Največje reke Tadžikistana so:
- Amu Darja/Pandž
- Bartang
- Gunt
- Kofarnihon (Kafirnigan)
- Kizilsu
- Muksu
- Murghab
- Obihingou
- Oksu
- Sir Darja
- Surkhandarja
- Vakhš/Surkhob
- Vandž
- Jazguljam
- Zeravšan

## Jezera
Približno 2 % površine države pokrivajo jezera:
- Rezervoar Kajrakum (Kairokum)]] (Sughd)
- Iskanderkul (Fanske gore)
- Kulikalonska jezera (Kul-i Kalon) (Fanske gore)
- Jez Nurek (Khatlon)
- Bulunkul (Pamir)
- Drumkul (Pamir)
- Karakul (tadžiško Qarokul; vzhodni Pamir)
- Rangkul; Dolina Rangkul, območje pomembno za ptice (Pamir)
- Sareško jezero (Pamir)
- Sasikul (Pamir)
- Jezero Šadau]] (Pamir)
- Šorkul (Pamir)
- Turumtaikul (Pamir)
- Tuzkul (Pamir)
- Jašilkul (Pamir)
- Zorkul (Pamir)

## Območje in meje
Območje
- skupaj: 142.600 km2 (55.100 kvadratnih milj)
  - uvrstitev države na svetu: 94

- kopno: 141.510 km2 (54.640 kvadratnih milj)
- voda: 2.590 km2 (1.000 kvadratnih milj)

Kopenske meje
- skupaj: 3.651 km (2.269 milj)
- mejne države: Afganistan 1.206 km (749 milj), Kitajska 414 km (257 milj), Kirgizistan 870 km (540 milj), Uzbekistan 1.161 km (721 milj)

Obala
- 0 km (0 milj) (brez obale)

Ekstremne višine
- najnižja točka: Syr Darya 300 m (980 ft)
- najvišja točka: Ismoil Somoni Peak 7.495 m (24.590 ft)

Drugi vrhovi vključujejo: Lenin Peak 7.134 m (23.406 ft); Peak Korzhenevskaya 7.105 m (23.310 ft); Independence Peak 6.974 m (22.881 ft) [15]